# Svartfläck
Svartfläck (Tetrastemma melanocephalum) är en djurart som tillhör fylumet slemmaskar, och som först beskrevs av Johnston 1837. Enligt Catalogue of Life ingår Svartfläck i släktet Tetrastemma och familjen Tetrastemmatidae, men enligt Dyntaxa är tillhörigheten istället släktet Tetrastemma, och ordningen Hoplonemertea. Arten är reproducerande i Sverige. Inga underarter finns listade i Catalogue of Life.